# استان دارالسلام
استان دارالسلام یکی از استان‌ها و از مناطق اداری در کشور تانزانیا می‌باشد. مرکز این استان شهر دارالسلام می‌باشد. 
استان دارالسلام یکی از ثروتمندترین استانهای کشور تانزانیا می‌باشد و همچنین یکی از پرجمعیت‌ترین استانها با نرخ تراکم ۱۷۸۶ نفر در هر مایل مربع می‌باشد.
بر پایه نتایج سرشماری عمومی نفوس و مسکن که در سال ۲۰۰۲ توسط دولت تانزانیا انجام شد جمعیت این استان بالغ بر ۲٬۴۹۷٬۹۴۰ نفر اعلام شده‌است. 
استان دارالسلام با نرخ رشد جمعیت ۴٫۳% بعد از استان کیگوما دارای جایگاه دوم در افزایش جمعیت می‌باشد. ۹۳٫۹% از جمعیت این استان در کلان شهر دارالسلام زندگی می‌کنند.

## شهرستانها
استان دارالسلام به سه منطقه اداری تقسیم شده‌است:  
شهرستان ایلالا، شهرستان کینودونی و شهرستان تمکا. 
کمسیونر منطقه‌ای این استان آقای سعید مکسادیکی می‌باشد.

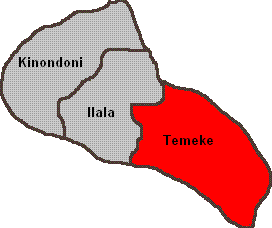
شهرستان‌های تابعه استان دارالسلام